# Senta Auth
Senta Auth (* 9. August 1974 in München) ist eine deutsche Schauspielerin.

## Leben
Ihre Ausbildung erhielt Auth von 1997 bis 2000 bei Schauspiel München unter anderem bei Burkhard C. Kosminski. Erfahrung sammelte sie unter anderem beim Projekt Friedrichs Wahn. Ihr Fernsehdebüt gab sie in Bei aller Liebe (2000). Sie wurde 1999 für vier Kurzfilme besetzt: Von Benjamin Heisenberg für Just a Little Bit, von Dieter Wardetzky für Chinatown, von Christoffer Kempel für Between the lines und von Florian Iwersen für Morgenland. 2000 hatte sie die Hauptrolle in dem Kurzfilm Die bitteren Tränen der Petra V. Kant von Maurus vom Scheidt. Anschließend spielte sie unter der Regie von Michel Bielawa in der Serie Die Rote Meile. Weitere Fernsehrollen folgten, so spielte sie ab 2005 eine durchgehende Rolle als Wirtin Rosi in der Serie Die Rosenheim-Cops sowie in den Fernsehkomödien Deutschmänner und La Dolce Rita. Neben den Fernsehrollen spielt Auth auch am Theater (unter anderem in Pia Hänggis Inszenierung von Thomas Bernhards Der Theatermacher und als Mae in Celino Bleiweiß’ Williams-Adaption von Die Katze auf dem heißen Blechdach).
Vom 8. Oktober 2007 bis 5. Oktober 2011 – und danach regelmäßig als Gastrolle – war Auth in der bayerischen Fernsehserie Dahoam is Dahoam in der Hauptrolle der Veronika „Vroni“ Brunner zu sehen. Von 2013 bis 2022 war sie erneut in Dahoam is Dahoam zu sehen.
Nach ihrem Ausstieg bei Dahoam is Dahoam drehte sie in zahlreichen TV-Filmen wie z. B. 24 Milchkühe und kein Mann an der Seite von Jutta Speidel unter der Regie von Thomas Kronthaler, Das dunkle Nest mit Christian Berkel und Serien wie SOKO 5113 oder Um Himmels Willen. 2013 übernahm sie die Hauptrolle der Fanny Bergleitner im BR-Komödienstadel A Mordsgschicht.
International wurde Auth 2008 als Heidi neben Michael York in Vladimir Fatyanovs The Justice of Wolves besetzt. 2014 verkörperte Auth die Rolle der Lisa Prantl in dem Grimme-Preis-nominierten ZDF-3-Teiler Tannbach – Schicksal eines Dorfes.
Auth war Mitglied der CSU und äußerte sich 2017 bei einer Parteiveranstaltung kritisch zur Politik von Bundeskanzlerin Angela Merkel in der Flüchtlingsfrage. Im Juni 2021 trat sie aus der Partei wieder aus.

## Filmografie (Auswahl)
- 2005: La dolce Rita (Fernsehfilm)
- 2005–2020: Die Rosenheim-Cops (Fernsehserie, 24 Folgen)
- 2006: Deutschmänner (Fernsehfilm)
- 2006: Tatort – Das verlorene Kind
- 2006: Eine Liebe am Gardasee (Fernsehserie, sechs Folgen)
- 2006: Um Himmels Willen (Fernsehserie, eine Folge)
- 2007 bis 2022: Dahoam is Dahoam (Fernsehserie, als Veronika „Vroni“ Brunner)
- 2010: Milka und Alfred (Pravosudie volkov)
- 2011: Das dunkle Nest (Fernsehfilm)
- 2012: SOKO München (Fernsehserie, eine Folge)
- 2013: Um Himmels Willen (Fernsehserie, eine Folge)
- 2013: Heiter bis tödlich: Hubert und Staller (Fernsehserie, eine Folge)
- 2013: Der Komödienstadel: A Mordsgschicht
- 2013: 24 Milchkühe und kein Mann (Fernsehfilm)
- 2015–2018: Tannbach – Schicksal eines Dorfes (6 Folgen)
- 2015: Die Fallers – Die SWR Schwarzwaldserie (Fernsehserie, eine Folge)
- 2017: Arzt mit Nebenwirkung (Fernsehfilm)